# 发射环
发射环是一个预想中的非火箭航天发射装置。通过利用一个架在距离地面80公里，长为2000公里的高架回路上的磁悬浮带，把负载发射到某个轨道上。整个带子在将负载抛射出地面后，向下并反向向的方向运动直到最初的发射端，这样构成一个环形回路。如果它放大到包圍地球圓周便類似軌道環了。

## 歷史
1981年11月，基思·洛夫斯特羅姆在《美國宇航學會新聞通訊讀者論壇》和1982年8月的《L5新聞》中描述了發射環。